# Míriam Casillas
Míriam Casillas García (Badajoz, 24 de junio de 1992) es una deportista española que compite en triatlón y duatlón.

## Trayectoria
Ganó cuatro medallas en la Copa Mundial de Triatlón, bronce en 2015 (en la etapa disputada en Alanya), dos bronces en 2018 (en Weihai y Miyazaki) y plata en 2019 (en Weihai), y una medalla de oro en la Copa de Europa de Triatlón de Velocidad de 2018.
A nivel nacional ganó el título en el Campeonato de España de Duatlón de 2014 y en el Campeonato de España de Triatlón en 2014 y 2016.
Participó en tres Juegos Olímpicos de Verano, ocupando en Río de Janeiro 2016 el 43.º lugar en la prueba femenina, en Tokio 2020 el décimo en el relevo mixto y el 21.º en la prueba individual y en París 2024 el noveno en el relevo mixto y el 33.º en la prueba individual.
Estudió Medicina en la Universidad Complutense de Madrid.